# CURED キュアード
『CURED キュアード』（原題:The Cured）は2017年に公開された愛仏合作のホラー映画である。監督はデヴィッド・フレイン、主演はエリオット・ペイジが務めた。なお、本作はフレインの映画監督デビュー作である。

## ストーリー
メイズ・ウィルスという新種のウィルスがヨーロッパで大流行した。感染した者はゾンビのような状態になり、残虐性が増幅されて殺戮を繰り広げた。病は特にアイルランドで猛威を振るったが治療法が発見され、感染者の75％が治療され生還した。治療済みのグループは「回復者」に区分され、治療が効かなかった残り25％の人々は「感染者」として収容施設に隔離された。だが世間は「回復者」を恐れ差別し、政府は「感染者」の安楽死を計画していた。
セナンは治療が効き社会復帰した「回復者」だった。義理の妹・アビーの家に身を寄せたが世間の目は冷たく、仕事は「感染者」の研究施設での下働きしか見つからなかった。回復しても感染者には残虐な行為の記憶が残っており、それが原因でPTSDに苦しむ者も多かった。セナンには、アビーの夫で自身の兄でもあるルークを殺した記憶があったが、それをアビーに告げることは出来ずにいた。
セナンを噛んで感染させたのは凶暴化した弁護士のコナーだった。コナーは名士の息子で選挙に出馬する間際だったが、ウイルスに感染して実の母を殺害していた。回復したが父親からは疎まれ、弁護士に復帰どころか清掃員の職しか得られないコナー。憤ったコナーは虐げられた「回復者」を集め、権利を主張する地下組織「回復者同盟」のリーダーとしてテロ行為へと突き進んで行った。
コナーの仲間になることを拒否するセナン。研究施設で医師の下働きをしたセナンは、回復の望みが無いとされた25%の「感染者」にも治療の可能性があることを知ったのだ。だが、研究施設はコナーらに襲われ、凶暴な「感染者」たちが脱走して市中は大混乱に陥った。
ゾンビのような「感染者」が暴れ回る中、アビーの息子である幼いキリアンを救って逃げるセナン。だが、アビーと巡り合った直後に、キリアンは感染者に噛まれてしまった。絶望して我が子を撃ち殺そうとするアビーからキリアンを引き離すセナン。「必ず助かる」と言いおいて、セナンはキリアンを抱いて姿を消した。「感染者」たちが政府によって淘汰される中、逃亡を続ける数名の「潜伏者」の中にセナンとキリアンが含まれることを信じて、アビーはひたすら待ち続ける身となった。

## キャスト
- エリオット・ペイジ[注釈 1] - アビー・レイノルズ
- サム・キーリー - セナン・ブラウン
- トム・ヴォーン＝ローラー - コナー・ライアン
- スチュアート・グレアム - カンター軍曹
- ポーラ・マルコムソン - ジョアン・ライアンズ博士

## 音楽
2017年9月4日、ローリー・フライヤーズとナイオール・ケネディが本作で使用される楽曲を手掛けることになったと報じられた。2018年3月2日、本作のサウンドトラックが発売された。

## 公開・マーケティング
2017年5月2日、本作の劇中写真が初めて公開された。9月9日、本作は第42回トロント国際映画祭でプレミア上映された。13日、IFCフィルムズが本作の全米配給権を獲得したとの報道があった。2018年1月24日、本作のオフィシャル・トレイラーが公開された。2月23日、本作は全米3館で限定公開され、公開初週末に4875ドル（1館当たり1625ドル）を稼ぎ出し、週末興行収入ランキング初登場77位となった。

## 評価
本作は批評家から好意的に評価されている。映画批評集積サイトのRotten Tomatoesには63件のレビューがあり、批評家支持率は68%、平均点は10点満点で6.36点となっている。サイト側による批評家の見解の要約は「ゾンビ襲来による世界の破局を描いた映画作品のほとんどは凡庸な作品だが、『CURED キュアード』は辛うじて独自性を出せている。それは幾許かの頭脳と扱っているテーマの奥深さのお陰である。」となっている。また、Metacriticには20件のレビューがあり、加重平均値は57/100となっている。